# Inna Fomina
Pour les articles homonymes, voir Fomina.
Inna Fomina (en russe : Инна Фомина) est une joueuse de volley-ball russe née le 11 novembre 1988. Elle mesure 1,84 m et joue au poste de réceptionneuse-attaquante.

## Clubs
| Club                  | De        | À         |
| --------------------- | --------- | --------- |
| Avtodor-Metar         | 2003-2004 | 2005-2006 |
| Sparta Nijni Novgorod | 2006-2007 | 2011-2012 |
| Avtodor-Metar         | 2013-2014 | …         |